# 2,3-Dichloro-5,6-dicyano-1,4-benzoquinone
Pour les articles homonymes, voir DDQ.
La 2,3-dichloro-5,6-dicyano-1,4-benzoquinone (généralement abrégée en DDQ) est un réactif utilisé en chimie organique comme oxydant doux, notamment pour la déshydrogénation des alcools, des phénols et des cétones stéroïdes. Elle se décompose dans l'eau en donnant du cyanure d'hydrogène HCN, mais est stable dans les solutions aqueuses d'acides minéraux. C'est un accepteur de radicaux.
La DDQ peut être employée pour le clivage des éthers para-méthoxybenzyliques (PMB), ce groupement étant notamment utilisé comme groupe protecteur des alcools. Les propriétés d'oxydant de la DDQ peuvent être mis à profit pour l'oxydation des alcools en carbonyles. Depuis 2010, des méthodes catalytiques utilisant la DDQ pour de telles applications ont été mises en place,.